# Кондитерська промисловість України
Кондитерська промисловість України (англ. confectionery, від англ. confectioner — кондитер) — одна з найбільш розвинених галузей харчової промисловості України.

## Проблеми
Актуальні на сьогоднішній день проблеми кондитерської галузі можна поділити на чотири групи:
1. Фінансові проблеми.
2. Проблеми, пов'язані з внутрішньою політикою держави: зростання цін на цукор як наслідок спроби держави допомогти цукровій промисловості вийти з кризового стану.
3. Проблеми, пов'язані з російським ринком збуту: обкладення товару ввізним митом у розмірі 22 % на 1 кг та введення ПДВ 20 % на українську кондитерську продукцію.
4. Проблеми, пов'язані з пакуванням кондитерської продукції.

## Макроекономічні показники галузі
Загальний обсяг виробництва підприємств складає більше 1 млн т продукції на рік, що дозволяє повністю забезпечити потреби внутрішнього ринку та експортувати значні обсяги продукції закордон.
Асортимент виробленої продукції охоплює практично всі групи кондитерських виробів.
В кондитерській галузі на виробництві задіяно близько 170 тис. працюючих.
Виробничі потужності галузі завантажені орієнтовно на 70 %.
Галузь є одним із провідних споживачів української сільськогосподарської сировини — цукру, борошна, крохмалопатоки, молока тощо — на яку забезпечує значний попит.

## Модернізація виробництва та забезпечення якості
Підприємства галузі постійно інвестують в розвиток галузі близько 200 млн дол. США щорічно. На провідних кондитерських фабриках проведено повну модернізацію виробництв, встановлені найсучасніші виробничі лінії. Значно підвищено технологічність та наукомісткість виробництва.
Галузь розвивається в умовах жорсткої внутрішньої і зовнішньої конкуренції, що сприяє постійному вдосконаленню управлінських процесів та забезпеченню високих світових стандартів якості виробленої продукції. На всіх провідних підприємствах галузі впроваджені та функціонують системи менеджменту якості по версії ISO 9001:2000.

## Перспективи розвитку
Оскільки об'єм внутрішнього споживання кондитерських виробів є сталим в середньотерміновій перспективі, і внутрішній попит на кондитерські вироби майже повністю забезпечений національними виробниками, нарощування виробництва можливе за рахунок збільшення експорту.
Потенційно можливим є доведення експорту продукції галузі до $ 2,5-3 млрд, що дозволить зменшити девальваційний тиск на національну валюту, істотно збільшити податкові надходження до бюджету, підвищити зайнятість в галузі на 2 %.
Серед передумов розвитку галузі:
- вирішення внутрішньоекономічних проблем (подальше зменшення регуляторного тиску, вдосконалення податкового кодексу тощо);
- зняття обмежень на постачання українських кондвиробів, які запроваджені РФ, Казахстаном, Білоруссю;
- повна і негайна лібералізація торгівлі кондитерськими товарами з ЄС в рамках ЗВТ між Україною і ЄС.